# Медіатизація медійна
Медіатизація (англ. Mediatization) — зростання обсягів і ролі процесів поширення й отримання опосередкованої інформації, яка замінює безпосередній досвід людей; посилення ролі фокусування ЗМІ на молодому поколінні, явищах і персонах, залежність їхнього статусу від уваги медіа.
Медіатізация є підпроцесом інформатизації, призначення якого полягає в створенні і розповсюдженні новітніх систем колективного й особистого зв'язку, що забезпечує доступ будь-якого індивіда до всіх джерел інформації, до всіх рівнів особового, міжособового і групового спілкування.

## Оцінка наслідків медіатизації
Відносно своїх наслідків, медіатізація може розглядатися як глобальний і інтенсивний процес дії ЗМІ на суспільну свідомість, який призводить до «внутрішньої колонізації», «фрагментації», «зубожіння» ментальних уявлень людини, руйнування багатоконститутивних елементів у традиційній структурі людського досвіду. Такі деструктивні наслідки спричиняє специфічне отримання інформації сучасною людиною, яке порушило біологічно заданий спосіб її засвоєння. У психіці людини XXI ст. почався процес формування віртуального світу, який замінює реальний до якого пристосована її психофізіологія. Сучасні ЗМІ успішно «ліквідовують» досвід і ставлять під контроль мислення індивіда.
Однією з найважливіших сфер життєдіяльності для соціуму є політика. Тому і не дивно, що медіатізація політичного процесу в сучасному світі, за словами М. К. Гюллі, «досягла межі». Як показали українські події 2004—2006 рр., медіатізация політики в Україні досягла критичної маси.

### Наслідки медіатизації
Київський Майдан 17 днів поспіль (з 22.11. по 08.12.2004 р.) не сходив з екранів телевізорів практично в кожній сім'ї України. Засідання круглого столу (серпень, 2006 р.), на якому лідери партій і фракцій, що пройшли до парламенту, на чолі з Президентом вирішували долю чергової коаліції, міг дивитися в прямому ефірі кожен громадянин України. Згідно з даними фахівців Всесвітнього центру охорони здоров'я (США), з червня по серпень 2006 р. за кількістю психічних розладів, різних форм психозів і інших форм душевних захворювань, які пов'язуються хворими з політичними подіями в країні, Україна поставила світовий рекорд.[джерело?] Висновок очевидний: громадяни України опинилися в медіазалежності. Ось вже два роки поспіль українці можуть спостерігати реалізацію однієї з моделей дії мас-медіа на соціальному рівні, описану М. Л. де Флером і С. Болл-Рокешем — моделі медіазалежності. Ця модель припускає, що в сучасному соціумі залежність індивідів від ЗМІ безперервно зростає, її рівень пов'язаний із стабільністю або нестабільністю в суспільстві. В її рамках дія на реципієнта ведеться в когнітивному і афектному напрямах.